# La Ville écartelée
Pour plus de détails, voir Fiche technique et Distribution.
La Ville écartelée (The Big Lift) est un film américain réalisé par George Seaton, sorti en 1950.

## Synopsis
Des aviateurs américains en congé du 19e escadron de transport de troupes à Hawaï reçoivent l'ordre de se présenter à leur régiment en juillet 1948. Ce qui devait être une mission d'entraînement temporaire aux États-Unis se transforme en un vol à l'autre bout du monde vers l'Allemagne pour les C-54 Skymaster du 19e, où les Soviétiques ont bloqué Berlin pour tenter d'évincer les Alliés en affamant la ville. Le sergent technique Danny MacCullough, mécanicien de bord d'un C-54 surnommé L'Hibiscus blanc, reçoit immédiatement l'ordre de voler avec son équipage de Francfort à l'aéroport de Tempelhof pour livrer un chargement de charbon. Son ami, le sergent-chef Hank Kowalski, opérateur d'approche contrôlée au sol, les accompagne jusqu'à son nouveau poste. Hank, prisonnier de guerre pendant la Seconde Guerre mondiale, en veut aux Allemands et fait tout pour être impoli et autoritaire avec eux. Danny, quant à lui, est frustré d'être confiné à l'aéroport en raison de la nécessité de décharger rapidement l'avion et de retourner à Francfort.
Des mois plus tard, l'équipage du Big Easy 37 rebaptise son avion Der Schwarze (L'Hibiscus noir) en raison de la suie crasseuse qu'il a accumulée en transportant du charbon. Ils deviennent temporairement des célébrités en mission lorsqu'ils sont le 100000e vol de l'opération Pont aérien de Berlin. Danny s'éprend immédiatement de Frederica Burkhardt, une séduisante veuve de guerre allemande choisie pour le remercier au nom des femmes de Berlin. Lorsqu'un correspondant de presse couvrant la cérémonie recrute Danny pour un coup de pub, ce dernier saute sur l'occasion pour obtenir un laissez-passer à Berlin et revoir Frederica. Au cours d'une visite de la ville, l'uniforme de Danny est accidentellement recouvert de pâte à affiches. En attendant qu'il soit nettoyé, et malgré la sanction encourue s'il était pris en flagrant délit d'absence d'uniforme, il emprunte des vêtements de travail civils. Dans une boîte de nuit, ils rencontrent Hank et sa « Schatzi », la sympathique et intelligente Gerda, mais Hank est grossier avec Frederica et traite Gerda comme une inférieure. Hank va voir l'ancien gardien de prison qui l'a torturé lorsqu'il était prisonnier de guerre et, le suivant à l'extérieur, le bat presque à mort. Danny ne parvient à arrêter Hank qu'en le mettant à terre. Pris pour un Allemand qui l'attaque, Hank est poursuivi par la police militaire dans la zone d'occupation soviétique.
Danny et Frederica s'échappent de justesse vers la zone américaine, où Hank les attend dans l'appartement de Frederica et s'est lié d'amitié avec son voisin et ami de Danny, Herr Stieber, un espion soviétique autoproclamé, mais qui travaille en fait pour les Alliés et fournit de fausses informations aux Soviétiques. Danny tombe amoureux de Frederica, bien qu'il ait appris de Hank qu'elle lui a menti sur les origines de son mari et de son père décédés. Lorsque Danny est informé qu'il doit bientôt retourner aux États-Unis, il s'arrange pour épouser Frederica. Cependant, Stieber soupçonne la duplicité de Frederica et intercepte une lettre qu'elle a écrite à son amant allemand vivant aux États-Unis, révélant qu'elle a l'intention de divorcer de Danny de retour aux États-Unis dès qu'elle le pourra légalement, et de voir son amant dans son dos jusqu'à ce que cela se produise.
Pendant ce temps, Hank, en essayant d'enseigner à Gerda le sens de la démocratie et maintenant profondément honteux des coups qu'il a infligés à l'ancien garde, se rend compte qu'il a été hypocrite dans ses propres actions envers les Allemands. Il commence à traiter Gerda comme une égale et avec affection lorsqu'ils rencontrent Frederica pour être témoins du mariage. Lorsque Danny arrive, il dit à Frederica qu'elle devra attendre longtemps, voire jamais, avant d'arriver en Amérique, et lui remet la lettre que Stieber avait donnée à Danny. Gerda dit à Hank qu'elle préfère rester en Allemagne et apporter sa petite contribution à la reconstruction du pays, et Hank révèle à Danny qu'il ne rentre pas chez lui mais qu'il a changé son affectation temporaire à Berlin en affectation permanente. 
Le vol de départ de Danny s'envole, au milieu des rumeurs selon lesquelles les Russes vont bientôt lever le blocus.

## Fiche technique
- Titre : La Ville écartelée
- Titre original : The Big Lift
- Réalisation : George Seaton
- Scénario : George Seaton
- Production : William Perlberg
- Société de production : Twentieth Century Fox
- Musique : Alfred Newman
- Photographie : Charles G. Clarke
- Montage : William Reynolds et Robert L. Simpson
- Direction artistique : J. Russell Spencer et Lyle Wheeler
- Costumes : Bobbie Brox
- Pays de production :  États-Unis
- Langue : anglais
- Format : Noir et blanc - Son : Mono (Western Electric Recording)
- Genre : Drame
- Durée : 120 minutes
- Dates de sortie : 
  - États-Unis : 26 avril 1950
  - France : 13 novembre 1950

## Distribution
- Montgomery Clift : Sgt. 1st Class Danny MacCullough
- Paul Douglas : MSgt. Henry 'Hank' Kowalski
- Cornell Borchers : Frederica Burkhardt
- O. E. Hasse : Stieber
- Bruni Löbel : Gerda